# Нитрат иода(III)
Нитрат иода(III) — неорганическое соединение
иода и азотной кислоты с формулой I(NO3)3,
жёлтое вещество.

## Получение
- Действие нитрата хлора на хлорид иода:

{\displaystyle {\mathsf {ICl_{3}+3ClNO_{3}\ {\xrightarrow {0^{o}C}}\ I(NO_{3})_{3}+3Cl_{2}\uparrow }}}
- Обработка безводной азотной кислотой хлорид иода:

{\displaystyle {\mathsf {ICl_{3}+3HNO_{3}\ {\xrightarrow {0^{o}C}}\ I(NO_{3})_{3}+3HCl\uparrow }}}
- Термическое разложение нитрата йода(I):

{\displaystyle 3INO_{3}\rightarrow I(NO_{3})_{3}+I_{2}\downarrow }

## Физические свойства
Нитрат иода(III) образует жёлтое гигроскопичное вещество,
которое при температуре выше 0°С размягчается и разлагается.